# Réplique (droit)
Pour les articles homonymes, voir Réplique.
Une réplique est, en procédure civile, une réponse donnée par écrit à une interrogation formulée par la partie adverse conformément à la procédure en cours ; interrogation qui peut faire elle-même suite à une précédente réplique.

## Sens strict
En Allemagne et en Suisse, les courriers sont généralement échangées dans cet ordre :
1. Demande du dénonçant (demandeur)[1] ;
2. Réponse de l'appelé (défendeur)[2],[3] ;
3. Réplique du dénonçant (demandeur)[4] ;
4. Duplique de l'appelé (défendeur)[4].

## Sens large
En droit suisse, la jurisprudence reconnaît un droit inconditionnel de se déterminer sur tous les actes déposés par la partie adverse.